# Margie Goldstein-Engle
Margie Goldstein-Engle (Wellington, 31 de marzo de 1958) es una jinete estadounidense que compitió en la modalidad de salto ecuestre.
Ganó una medalla de plata en el Campeonato Mundial de Saltos Ecuestres de 2006 y tres medallas en los Juegos Panamericanos, en los años 1999 y 2003.
Participó en los Juegos Olímpicos de Sídney 2000, ocupando el sexto lugar en la prueba por equipos.

## Palmarés internacional
| Campeonato Mundial   | Campeonato Mundial              | Campeonato Mundial | Campeonato Mundial |
| Año                  | Lugar                           | Medalla            | Categoría          |
| -------------------- | ------------------------------- | ------------------ | ------------------ |
| 2006                 | Aquisgrán (Alemania)            | Medalla de plata   | Por equipos        |
| Juegos Panamericanos |                                 |                    |                    |
| Año                  | Lugar                           | Medalla            | Categoría          |
| 1999                 | Winnipeg (Canadá)               | Medalla de plata   | Por equipos        |
| 2003                 | Santo Domingo (Rep. Dominicana) | Medalla de oro     | Por equipos        |
| 2003                 | Santo Domingo (Rep. Dominicana) | Medalla de bronce  | Individual         |